# Július Zemaník
Július Zemaník (* 9. října 1966) je bývalý slovenský fotbalista.

## Fotbalová kariéra
Hrál za Duklu Banská Bystrica, Spartak Trnava a SK Hradec Králové. V československé a české lize nastoupil k 56 utkáním a dal 7 gólů.

## Ligová bilance
| Ročník                                   | Zápasy | Góly | Klub                  |
| ---------------------------------------- | ------ | ---- | --------------------- |
| 1. československá fotbalová liga 1988/89 | 6      | 0    | Dukla Banská Bystrica |
| 1. československá fotbalová liga 1989/90 | 1      | 0    | Dukla Banská Bystrica |
| 1. československá fotbalová liga 1991/92 | 15     | 0    | Spartak Trnava        |
| 1. československá fotbalová liga 1992/93 | 27     | 6    | Spartak Trnava        |
| 1. česká fotbalová liga 1993/94          | 7      | 1    | SK Hradec Králové     |
| CELKEM                                   | 56     | 7    |                       |